# Zuster Henriëtte
Zuster Henriëtte is een hoorspel van Hermann Kesser. Schwester Henriette werd reeds in 1929 door de Funkstunde Berlin uitgezonden, en op 28 februari 1950 door de Südwestfunk. Jan van Hoogland vertaalde en bewerkte het en de VPRO zond het uit op vrijdag 4 november 1966. De regisseur was Coos Mulder. De uitzending duurde 75 minuten.

## Rolbezetting
- Henny Orri (zuster Henriëtte)
- Johan Walhain (Engelbrecht)
- Jan Wegter (Ruhemann)
- Hans Veerman, Han König, Willy Ruys, Harry Bronk, Rien van Noppen, Jos van Turenhout, Donald de Marcas & Cees van Ooyen (verdere medewerkenden)

## Inhoud
Deze radiomonoloog werd door bijna alle Europese zenders gebracht. In 1949 bewezen de nieuwe versies van de zenders Zürich, Londen en Johannesburg, dat ook de generatie van na de Tweede Wereldoorlog zich voor het lot van zuster Henriëtte kon interesseren. In haar woorden beleven we niet alleen een dramatisch gebeuren met het hoogtepunt van een gerechtsprocedure waarin het om dood of leven gaat, ook de gevoeligste psychische schommelingen worden door de auteur in deze monoloog als door een seismograaf opgetekend…